# Doradztwo inwestycyjne
Doradztwo inwestycyjne – czynność polegająca na przygotowaniu w oparciu o potrzeby i sytuację klienta pisemnej lub ustnej rekomendacji, która dotyczy:
- kupna, sprzedaży, subskrypcji, wymiany, wykonania lub wykupu określonych instrumentów finansowych albo powstrzymania się od zawarcia transakcji dotyczącej tych instrumentów;
- wykonania lub powstrzymania się od wykonania uprawnień wynikających z określonego instrumentu finansowego do zakupu, sprzedaży, subskrypcji, wymiany, wykonania lub wykupu instrumentu finansowego[1].

Na obszarze Unii Europejskiej czynność doradztwa inwestycyjnego może być wykonywana po uzyskaniu odpowiedniego zezwolenia przez właściwy organ nadzoru dla rynku finansowego.

## Podmioty wykonujące czynności doradztwa inwestycyjnego
Wykonywanie czynności doradztwa inwestycyjnego jest zastrzeżone wyłącznie dla podmiotów licencjonowanych posiadających odpowiednie zezwolenie, takich jak:
- domy maklerskie (doradztwo inwestycyjne jest kwalifikowana jako czynność maklerska),
- towarzystwa funduszy inwestycyjnych oraz dystrybutorzy jednostek uczestnictwa funduszy inwestycyjnych (jeżeli wykonują je bezpłatnie w zakresie instrumentów finansowych, które mogą dystrybuować).

Tym samym wykonywanie jakichkolwiek odpłatnych lub nieodpłatnych porad w zakresie akcji, obligacji, a nawet jednostek uczestnictwa funduszy inwestycyjnych może być wykonywane wyłącznie przez podmioty do tego uprawnione.